# Itkillik

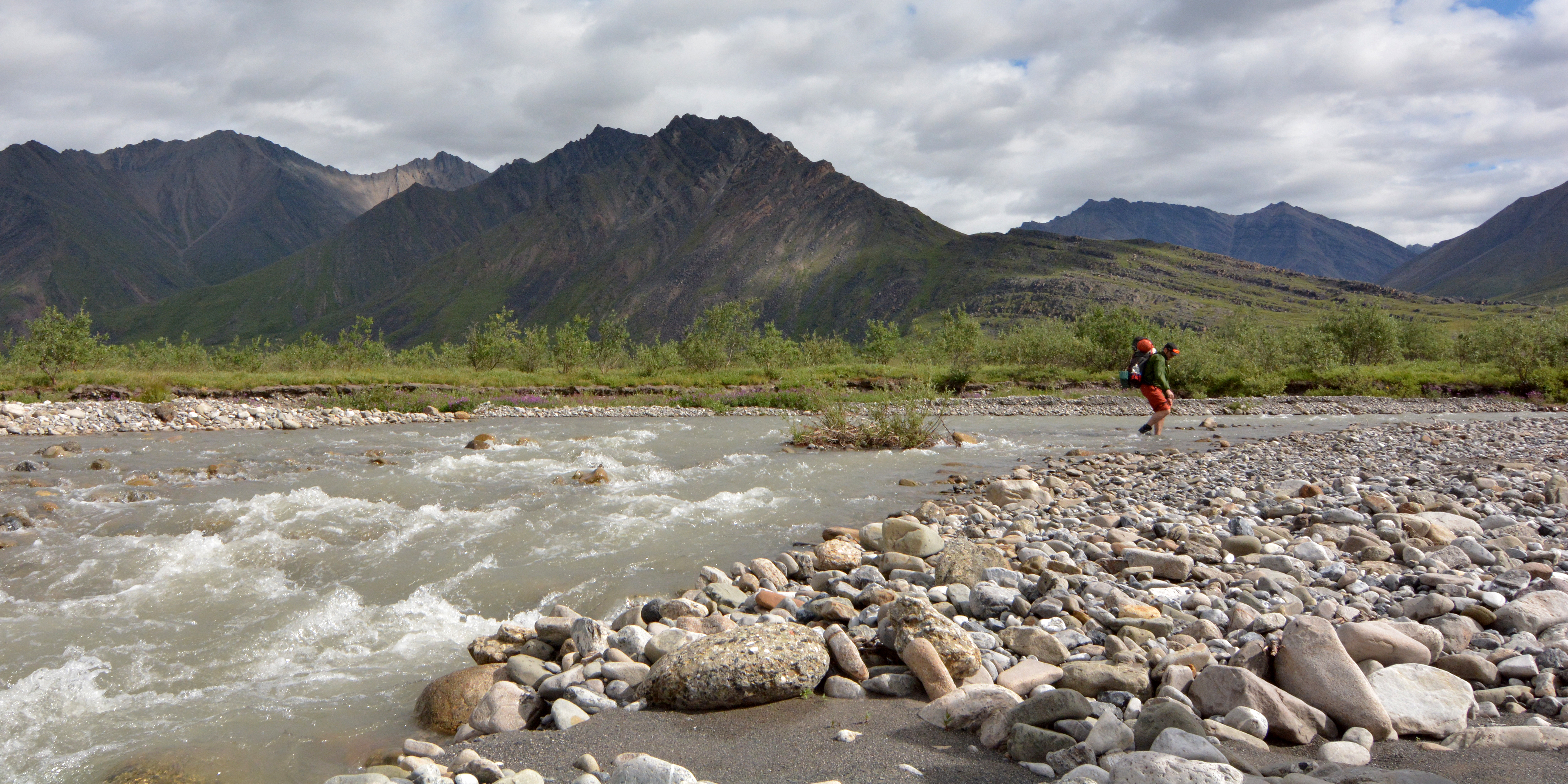
L'Itkillik à sa sortie de la vallée d'Oolah.

La rivière Itkillik est un cours d'eau d'Alaska, aux États-Unis située dans l'Alaska North Slope. C'est un affluent de la rivière Colville.
Longue de 350 milles (563 km), elle prend sa source au col Oolah dans les montagnes Endicott, et coule en direction du nord-est avant de se jeter dans la rivière Colville à 35 milles (56 km) de la baie Harrison dans la plaine arctique.
John Simpson en 1852 avait le premier remarqué que la rivière Colville recevait un affluent à environ 30 milles (48 km) de son embouchure.

## Sources
- (en) « Itkillik », Geographic Names Information System